# Cosa ti aspetti da me
Cosa ti aspetti da me è un singolo della cantante italiana Loredana Bertè, pubblicato il 6 febbraio 2019 come primo estratto dalla riedizione del sedicesimo album in studio LiBerté.

## Descrizione
Scritto da Gaetano Curreri degli Stadio, Piero Romitelli e Gerardo Pulli, i versi del brano parlano di aspettative, e in particolar modo delle aspettative che si hanno in amore, che spesso rovinano tutto. 
"Vengo da una vita un po' così, una famiglia vera e propria non l'ho mai avuta. Una persona normale, da quando nasce a quando ha una relazione, è sempre circondata da tante aspettative, ma il più delle volte questa gente non sa cosa vuole dalla vita e viene delusa" (Loredana Bertè intervista a Tv Sorrisi e Canzoni).
Il brano è stato presentato in gara al 69º Festival di Sanremo, collocandosi al quarto posto. Cosa ti aspetti da me è stato pubblicato anche in formato 7" in tiratura limitata. Ha raggiunto la seconda posizione dei più trasmessi in radio.

## Video musicale
Il videoclip, girato come cartone animato, è stato diretto da ConiglioViola (Brice Coniglio e Andrea Raviola) e Krausto (Fausto Collarino) e pubblicato il 5 febbraio 2019 attraverso il canale YouTube della Warner Music Italy.

## Tracce
1. Cosa ti aspetti da me – 3:44

## Formazione
Musicisti
- Loredana Bertè – voce
- Matteo Bassi – basso
- Emiliano Bassi – batteria, tastiere, arrangiamento
- Michele Quaini – chitarra elettrica
- Luca Chiaravalli – tastiere, arrangiamento
- Fabio Ilacqua – cori

Produzione
- Luca Chiaravalli e Emiliano Bassi – produttore, registrazione
- Emiliano Bassi – missaggio, registrazione
- Michele Quaini – registrazione
- Fabio Ilacqua – registrazione
- Piero Caramelli – mastering

## Successo commerciale
In Italia è stato il 54º singolo più trasmesso dalle radio nel 2019.

## Classifiche
| Classifica (2019) | Posizione massima |
| ----------------- | ----------------- |
| Italia            | 6                 |
| Svizzera          | 64                |